# 평해향교 대성전
평해향교 대성전(平海鄕校 大成殿)은 대한민국 경상북도 울진군 평해읍 평해리, 평해향교에 있는 조선시대의 건축물이다. 1985년 8월 5일 경상북도의 문화재자료 제160호로 지정되었다.

## 개요
향교는 공자와 여러 성현께 제사를 지내고 지방민의 교육과 교화를 위해 나라에서 세운 지방의 교육기관이다.
고려 공민왕 6년(1357)에 반월산 아래에 처음 지었고 조선 태종(재위 1400∼1418)대에 송릉동으로 옮겼다가 광해군 4년(1612)에 지금 있는 자리로 다시 옮겨 세운 것이다. 대성전은 성종 원년(1470)과 1976년에 보수하였다.
지금 남아 있는 건물로는 대성전과 학생들의 기숙사인 동재·서재, 교육 공간인 명륜당, 휴식공간인 태화루 등이 있다.
대성전은 공자를 비롯하여 중국과 우리나라 성현의 위패를 모시고 제사를 지내는 곳이다. 지붕은 옆면에서 볼 때 사람 인(人)자 모양인 맞배지붕으로 꾸며 소박한 구성을 보이고, 앞면 기둥 사이의 벽면을 격자무늬로 처리한 것이 특이하다.
조선시대에는 나라에서 토지와 노비·책 등을 지원받아 학생을 가르쳤으나, 지금은 교육 기능은 없어지고 제사 기능만 남아 있다.

## 참고 자료
- 평해향교 대성전 - 국가유산청 국가유산포털